# 리얼스토리 눈
《리얼스토리 눈》은 2014년 3월 3일부터 2017년 9월 21일까지 방송된 교양 프로그램이다.

## 기획 의도
사건을 꿰뚫는 눈을 통해 사건의 이면, 사회의 이면, 인간 심리 이면의 본 모습을 드러내는 것을 찾아내는 프로그램.

## 역대 방송시간
| 방송 채널 | 방송 기간                         | 방송 시간                            |
| --------- | --------------------------------- | ------------------------------------ |
| MBC TV    | 2014년 3월 3일 ~ 2015년 11월 6일  | 매주 평일 밤 9:30 ~ 10:00            |
| MBC TV    | 2015년 11월 9일 ~ 2017년 7월 27일 | 매주 월요일 ~ 목요일 밤 9:30 ~ 10:00 |
| MBC TV    | 2017년 8월 3일 ~ 2017년 9월 21일  | 매주 목요일 저녁 8:55 ~ 밤 10:00     |

## 역대 진행자
| 역대 | 진행자         | 진행 기간                         |
| ---- | -------------- | --------------------------------- |
| 1대  | 김재원, 박연경 | 2014년 3월 3일 ~ 2017년 8월 17일  |
| 2대  | 김재원, 김민형 | 2017년 8월 24일 ~ 2017년 9월 21일 |

## 같이 보기
- 역사저널 그날 (KBS 1TV)
- 공개수사 실종, 제보자들, 표리부동 (KBS 2TV)
- 생방송 방과 후 듄듄 (EBS 1TV)
- 우리시대 (MBC TV)
- 긴급출동 SOS 24, 심장이 뛴다, 꼬리에 꼬리를 무는 그날 이야기, 당신이 혹하는 사이 (SBS TV)
- 진상월드 (MBN)
- 구조신호 시그널 (TV조선)
- 알쓸범잡 (tvN)
- 이숙영의 러브FM, 윤수현의 천태만상 (SBS 러브FM)
- 김영철의 파워FM, 두시탈출 컬투쇼 (SBS 파워FM)
- 황우창의 음악정원 (cpbc FM)
- 여성시대, 싱글벙글쇼, 지금은 라디오 시대 (MBC 표준FM)

## 결방 및 편성 변경 안내
- 2014년 4월 16일 : 특집 MBC 뉴스데스크 편성.
- 2014년 4월 17일 : 세월호 침몰 사고 특집방송.
- 2014년 9월 1일 : MBC 상암시대 개막 특집쇼 무한드림 편성.
- 2014년 9월 19일 : 2014 인천 아시안 게임 개막식 중계방송.
- 2014년 9월 22일 : 2014 인천 아시안 게임 중계방송.
- 2014년 9월 24일 : 2014 인천 아시안 게임 중계방송.
- 2014년 9월 25일 : 2014 인천 아시안 게임 중계방송.
- 2014년 9월 26일 : MBC 일일 드라마 소원을 말해봐 편성.
- 2014년 9월 29일 : 2014 인천 아시안 게임 중계방송.
- 2014년 9월 30일 : 2014 인천 아시안 게임 중계방송.
- 2014년 10월 1일 : 2014 인천 아시안 게임 중계방송.
- 2014년 10월 2일 : 2014 인천 아시안 게임 중계방송.
- 2014년 10월 24일 : MBC 스포츠 2014 KBO 준플레이오프 3차전 NC 다이노스 VS LG 트윈스 중계방송.
- 2014년 11월 4일 : MBC 스포츠 2014 KBO 한국시리즈 넥센 히어로즈 VS 삼성 라이온즈 중계방송.
- 2014년 11월 18일 : MBC 스포츠 축구 국가대표 평가전 대한민국 VS 이란 중계방송.
- 2015년 2월 20일 : 설 특집 토요일 토요일은 무도다 편성.
- 2015년 3월 31일 : MBC 스포츠 축구 국가대표 평가전 대한민국 VS 뉴질랜드 중계방송.
- 2015년 8월 14일 : 광복 70주년 특집 2015 DMZ 평화콘서트 편성.
- 2015년 8월 25일 : 특집 MBC 뉴스데스크 편성.
- 2015년 9월 8일 : MBC 스포츠 축구 국가대표 평가전 대한민국 VS 레바논 중계방송.
- 2015년 9월 11일 : DMC페스티벌 특별 생방송 여러분의 선택! 복면가왕 편성.
- 2015년 9월 25일 : 추석 특집 듀엣가요제 8+ 편성.
- 2015년 9월 28일 : 추석 특집 위대한 유산 편성.
- 2015년 9월 29일 : 추석 특집 능력자들 편성.
- 2015년 10월 14일 : MBC 스포츠 2015 KBO 준플레이오프 4차전 넥센 히어로즈 VS 두산 베어스 중계방송.
- 2015년 10월 27일 : MBC 스포츠 2015 KBO 한국시리즈 2차전 두산 베어스 VS 삼성 라이온즈 중계방송.
- 2015년 11월 12일 : MBC 스포츠 축구 국가대표 평가전 대한민국 VS 미얀마 중계방송.
- 2015년 12월 29일 : 2015 MBC 방송연예대상 시상식 중계방송.
- 2015년 12월 30일 : 2015 MBC 연기대상 시상식 중계방송.
- 2015년 12월 31일 : 2015 MBC 가요대제전 중계방송.
- 2016년 4월 13일 : 대한민국 제20대 국회의원 선거 개표방송.
- 2016년 4월 27일 : MBC 창사 55주년 특별기획 드라마 옥중화 특별한 이야기 편성.
- 2016년 11월 10일 : MBC 일일 드라마 워킹 맘 육아 대디 2회 연속 편성.
- 2016년 12월 29일 : 2016 MBC 방송연예대상 시상식 중계방송.